# Музей христианства в Амакусе
Музей христианства в Амакусе (яп. 天草市立天草キリシタン館 Amakusa shiritsu Amakusa kirishitankan) — музей религиозной тематики, расположенный в японском городе Амакуса. Открыт в 1966 году, а всего к марту 2014 принял более 4 миллионов посетителей.

## Описание
Этот музей имеет четыре выставочных площади, посвященных истории христианства в городе Амакуса с основным акцентом на Восстании в Амакусе и Симабаре. Выставки включают в себя различные христианские реликвии, археологические материалы, античную керамику, и один из трех основных мировых флагов военной и национальной культурной собственности Японии — «боевой флаг Амакусы Сиро».